# Манселл Альберт Генрі
Альберт Генрі Манселл (6 січня 1858 — 28 червня 1918) — американський художник, викладач мистецтва та винахідник системи кольорів Манселла. Він народився в Бостоні, штат Массачусетс, навчався і пізніше працював у Массачусетській звичайній школі мистецтв, а помер неподалік Брукліну. Як живописець відзначився морськими пейзажами та портретами. Художник є відомий своїм винаходом «Системи кольорів Манселла», ранньої спроби створити точну систему числового опису кольорів. Він написав про це три книги:
- Кольорова нотація (1905)

- Атлас системи кольорів Манселла (1915)
- Граматика кольору: Розташування паперів Стратмора в різноманітних комбінаціях друкованих кольорів відповідно до системи кольорів Манселла (1921, надруковано посмертно).

Система порядку кольорів Munsell отримала міжнародне визнання та послужила основою для багатьох систем порядку кольорів, у тому числі CIELAB. У 1917 році він заснував компанію Munsell Color.

## Біографія
Альберт Генрі Манселл найбільш відомий своїм внеском у кольорознавство та його теорію кольорів, яка привела до створення однієї з перших систем порядку кольорів — системи кольорів Манселла.
Він народився 6 січня 1858 року в Бостоні. Потім він закінчив Массачусетську звичайну художню школу, яка зараз відома як Массачусетський коледж мистецтва та дизайну. Пізніше його найняли у Звичайну художню школу викладачем, де він читав лекції про композицію кольору та художню анатомію.
У 1905 році Манселл опублікував свою книгу «Позначення кольорів», в якій описував  нову теорію кольорів. Через деякий час він опублікував свою книгу «Атлас кольорового твердого тіла», яка передувала Книзі кольорів Манселла. «Книга кольору Манселла» описала його систему порядку кольорів і була першою, яка містила фактичні зразки кольорів у системі. Мансел провів більшу частину свого подальшого життя, подорожуючи Європою, щоб представити свої роботи художникам і вченим. Робота Манселла створила важливий міст між мистецтвом і наукою. У 1917 році Мансел заснував компанію Munsell Color Company. Незабаром після цього він помер, 28 червня 1918 року.

## Теорія кольорів Манселла
Під час вивчення кольору Манселл усвідомив необхідність організованого способу визначення кольорів. Він хотів створити систему, яка мала б змістовне позначення кольору, а не просто назви кольорів, які він вважав «дурними» та такими, що «вводили в оману». Він вирішив створити свій колірний простір у 1898 році. Для цього він використав свої унікальні винаходи, щоб допомогти провести вимірювання для організації своєї системи. Одним із таких винаходів був фотометр. Цей пристрій вимірював яскравість об'єкта, і Манселл використовував це для вимірювання різних кольорів і визначення того, як колір змінюється. Пізніше ця інформація стане його трьома вимірами кольору.
Він також запатентував винахід під назвою «Дзига». Цей пристрій був схожий на обертове кольорове колесо, розроблене Джеймсом Максвеллом, де кілька кольорів розміщувалися на вершині, а вершина оберталася, змішуючи кольори разом. Манселл використовував цей пристрій для вимірювання співвідношення між кольоровістю та значенням, що допомогло йому створити шаблони для кожного кроку кольоровості та значення для кожного відтінку. За допомогою цих інструментів Манселл зміг визначити три виміри, які визначають колір. Він також приділяв пильну увагу чутливості людської зорової системи і враховував це, створюючи кроки між кольорами у своїй системі, зокрема його шкалу значень. Він назвав ці параметри Відтінок, Значення, Колірність.
Відтінок Манселла — це атрибут кольору, за яким ми відрізняємо червоний від зеленого, синій від жовтого та інші кольори. Манселл вибрав кілька кольорів як основні. Це червоний, жовтий, зелений, синій і фіолетовий. Ці відтінки були розташовані по колу. Кожен відтінок можна змішувати з такою ж кількістю сусідніх відтінків, щоб створити проміжні відтінки: жовто-червоний, зелено-жовтий, синьо-зелений, фіолетово-синій і червоно-фіолетовий. Кожен колір можна визначити кількістю кожного основного відтінку, який він містить. Кольору, який складається лише з основного відтінку, буде присвоєно число 5. Отже, червоному основному відтінку буде присвоєно число 5R. Якщо ви рухаєтесь ліворуч від червоного відтінку, число збільшується, а колір точно між червоним і жовто-червоним визначається як 10R. Продовжуючи по колу, номер кольору повертається до 1YR одразу після 10 червоного, доки колір не буде складатися лише з жовто-червоного основного, у такому випадку колір буде 10YR. Отже, число показує, скільки основного відтінку містить колір.

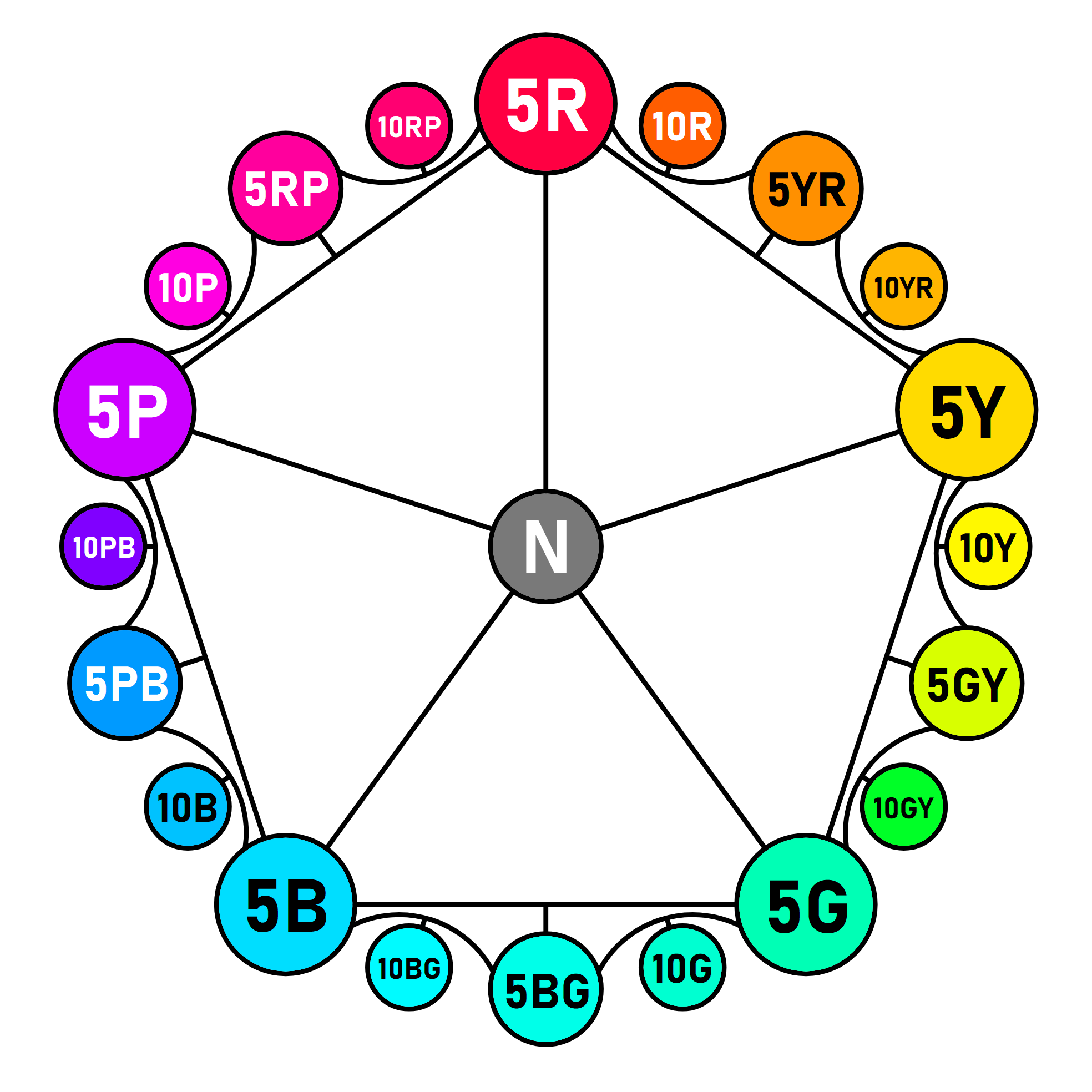
Двадцять відтінків колірної системи Манселля з максимальною кольоровістю

Значення Munsell визначає яскравість кольору або скільки колір містить чорного або білого. Шкала нейтральних кольорів, від чорного до білого з нейтральними сірими відтінками між ними, має відтінок 0, що означає, що вони не містять жодного відтінку. Натомість ці кольори змінюють лише значення. Чорний матиме значення 0N, де N позначатиме значення. Білий матиме значення 10N, а середній сірий матиме значення 5N. Сірий колір між середнім сірим і чорним матиме значення 2,5N.
Ця шкала цінностей базується на візуальних експериментах. Середній сірий візуально сприймається як такий, що містить однакову кількість чорного та білого, і так далі для інших сірих кольорів. Для Манселла було дуже важливо створити систему, яка базувалася б на зоровій реакції людини на колір. Остаточним створеним розміром стала кольоровість. До теорії кольору Манселла кольоровість не використовувалася в мистецтві чи науковій спільноті. Натомість інтенсивність кольору визначалася як насиченість. Однак Манселл вважав за доцільне розділити насиченість на два різні виміри, а саме значення та кольоровість. Колірність визначає різницю між чистим відтінком і чистим сірим. Отже, колір із кольоровістю 1 буде дуже близьким до сірого. Важливо відзначити, що максимальна насиченість кольору визначається відтінком кольору. Наприклад, колір із жовтим відтінком матиме менші значення кольоровості, ніж колір із фіолетовим відтінком. Це пов'язано з зоровою чутливістю людини до різних відтінків. Знову ж таки, це показує, як зорова система людини моделюється за допомогою теорії кольорів Манселла.
З кожним із визначених розмірів тепер можна розрізняти колір на основі теорії Манселла. Візьмемо, наприклад, колір 2,5YR 3/4. Цей колір знаходиться між червоним і жовто-червоним, але ближче до жовто-червоного, має значення 3, що ближче до чорного, і має кольоровість 4. Мансел також хотів створити стандартний спосіб вимірювання та перегляду кольору. Для цього він досліджував зв'язок між кольором і джерелом світла, що використовується для освітлення. Отже, він встановив, що використовуване джерело світла суттєво впливає на колір, що сприймається. Для цього досліду Мансел відвідав Edison Light Company. Зрештою він розробив стандарт денного перегляду кольорів для точної оцінки кольорів.

## Колірна освіта
Однією з життєвих цілей Альберта Манселла була стандартизація способу навчання дітей кольорам. Насамперед він хотів зосередитися на 4-9 класах. Протягом вересня та жовтня 1904 року Манселл зустрівся з міс Петерсон, інспектором з малювання в Бостоні, та містером Прітчардом, магістром школи Еверетт у Бостоні, і працював з ними над створенням Кольорового освітнього букваря. Кольоровий освітній буквар був створений на основі принципів теорії кольору. Це започаткувало навчання щодо того, звідки беруться кольори, як їх можна виміряти, порівнювати та організовувати. Манселл описав стандарти букваря як навчити дітей «…описувати колір (знаходити), співвідносити колір з іншими, писати позначеннями, називати, гармонізувати та знаходити їх». Пізніше ці стандарти стали основою для створення Кольорової книги Манселла. Манселл, Петерсон і Прітчард домовилися про буквар, щоб допомогти продемонструвати «правила» теорії кольору Манселла.
Сьогодні теорія кольору Манселла все ще залишається основою кольорової освіти. Він забезпечує простий, змістовний спосіб опису кольорів і їх організації. Багато компаній, як-от X-Rite, надають послуги навчання кольорам, які базуються на теорії кольорів Манселла. Ці послуги допомагають описати, звідки походить колір, основні принципи розробки системи замовлення кольорів Munsell та способи її впровадження. Різні ресурси, такі як книги, плакати та навчальні набори, можна знайти на веб-сайті X-Rite.

## Компанія Munsell Color
Компанія Munsell Color була заснована в 1917 році. Мета компанії полягала в тому, щоб продовжити захоплення Манселла до встановлення стандартів кольору, використовуючи його теорію кольору. Після його смерті в червні 1918 року компанію очолив син Манселла, Олександр Ектор Орр Манселл. Під керівництвом Олександра компанія продовжувала вдосконалювати систему кольорів Munsell, покращуючи колірні шкали в Munsell Book of Color. Однак у 1942 році Олександр був змушений продати активи компанії, і був створений Munsell Color Foundation. У 1983 році Фонд пожертвував кошти Рочестерському технологічному інституту. Результатом цього стало створення Наукової лабораторії Munsell Color Science Laboratory, яка існує й сьогодні. У лабораторії продовжуються дослідження та досягнення в галузі науки про колір. Компанія Munsell Color тепер належить компанії X-Rite, яка займається калібруванням кольорів. Основні цілі компанії відображають ідеали, які Манселл прийняв за своє життя, такі як покращення кольорової комунікації, освіти та обслуговування. X-Rite був придбаний корпорацією Danaher у 2012 році.